# Рыбкинск
Рыбкинск — упразднённая деревня в Болотнинском районе Новосибирской области России. Входила в состав Кунчурукского сельсовета.

## Название
Первоначально — деревня Рыбкина.

## История
Основана в 1908 году.
В 1928 году деревня Рыбкина состояла из 94 хозяйств, основное население — русские. В административном отношении являлась центром Рыбкинского сельсовета Болотнинского района Томского округа Сибирского края.
Исключена из учётных данных в 2025 году.

## Население
| 1926 | 2002 | 2007 | 2010 |
| ---- | ---- | ---- | ---- |
| 478  | ↘0   | →0   | →0   |

## Инфраструктура
В деревне по данным на 2007 год отсутствует социальная инфраструктура